# I-20 (репер)
Боббі Уордел Сандімані II (англ. Bobby Wardell Sandimanie II), більш відомий як I-20 — американський репер. Він найбільш відомий своєю співпрацею з репером Ludacris, особливо завдяки тому, що разом з Mystikal з'явився на його синглі 2002 року Move Bitch. Пісня посіла десяте місце в чарті Billboard Hot 100, після чого він підписав контракт з лейблом Лудакріса Disturbing tha Peace і взяв участь як гість на його перших двох альбомах: Incognegro (1999) та Back for the First Time (2000). I-20 також брав активну участь у компіляціях лейблу Golden Grain (2002) та Ludacris Presents: Disturbing tha Peace (2005), а також у багатьох наступних релізах Ludacris. У 2004 році I-20 випустив свій дебютний альбом Self Explanatory на лейблі у співпраці з Capitol Records; він посів 42 місце в чарті Billboard 200 і п'яте місце в Top R&B/Hip-Hop Albums.
Його початковим сценічним ім'ям було Infamous 2-0, але пізніше було змінено на честь однойменного міждержавного маршруту, який проходить через південний схід США. Відтоді він активно співпрацює з продюсером DJ Pain 1, яким керує Марк «ShaH Еванс».

## Особисте життя
Син Сандімані, Боббі Сандімані III, відомий під псевдонімом Destroy Lonely, є репером, підписаним на лейбл Opium, який належить Playboi Carti.

## Дискографія

### Студійні альбоми
- 2004 — Self Explanatory
- ЩНА — Blood in the Water

### Мікстейпи
- 2011 — Interstate Trafficking (з DJ Noize)
- 2011 — 20/20 Vision (з DJ Kurupt)
- 2011 — The Grey Area (з DJ Bobby Black)
- 2012 — Celebrity Rehab
- 2012 — Celebrity Rehab 2
- 2013 — The Amphetamine Manifesto: Part One
- 2013 — The Amphetamine Manifesto: Part Two